# Ontherus sulcator
Ontherus sulcator är en skalbaggsart som beskrevs av Fabricius 1775. Ontherus sulcator ingår i släktet Ontherus och familjen bladhorningar. Inga underarter finns listade i Catalogue of Life.